# Medicinen
För filmen som bygger på boken, se Medicinen (film).
Medicinen är en roman av den svenske författaren Petter Lidbeck, första gången utgiven 2009 på förlaget Wahlström & Widstrand under pseudonymen Hans Koppel.

## Utgåvor
- Medicinen. Stockholm: Wahlström & Widstrand. 2009. Libris 11336370. ISBN 978-91-46-22026-8
- Medicinen. Lund: Btj. 2010. Libris 11870916
- Medicinen. Månpocket, 99-0184541-6 ([Ny utg.]). Stockholm: Månpocket. 2010. Libris 11654137. ISBN 9789170017537
- Medicinen [Elektronisk resurs]. Stockholm: Telegram. 2010. Libris 11892565. ISBN 978-91-86183-10-3
- Koppel, Hans (2012). Hans Koppel x3 [Elektronisk resurs] : Vi i villa, Medicinen och Kungens födelsedag. Telegram Förlag. Libris 13552188. ISBN 9789174230680
- Medicinen. Pocketförlaget. 2014. Libris 14749737. ISBN 9789175790121